# Kazaklambia convincens
Kazaklambia convincens es la única especie conocida del género extinto Kazaklambia de dinosaurio hadrosáurido lambeosaurino que vivió a finales del período el Cretácico, hace aproximadamente entre 86,3 y 83,6 durante el Santoniense, en lo que es hoy Asia.
Sus restos se encontraron en la región de Dabrazinskaya Svita de la etapa del Santoniense en el sur de Kazajistán. Solo abarca a una especie, Kazaklambia convincens.
Kazaklambia fue descrito en 1968 como una especie de Procheneosaurus de Anatoly Konstantinovich Rozhdestvensky, Procheneosaurus convincens. El nombre de especie se refiere al hecho de que el espécimen, el dinosaurio más completo jamás descubierto en el entonces territorio soviético, probaba de forma convincente que los dinosaurios podían ser hallados sobre el así llamado "horizonte de dinosaurios". Después de haber sido conocido por un tiempo como Corythosaurus convincens, se le dio su propio género en 2013 por Phil R. Bell y Kirstin S. Brink.
Kazaklambia es conocido a partir del esqueleto de un individuo juvenil, el holotipo PIN 2230, hallado por G.A. Belenkiy en 1961, que solo carece del hocico, el frente de la mandíbula inferior, algunas vértebras dorsales y el final de la cola. Aunque algunos estudios consideraron que posiblemente es sinónimo más moderno de Jaxartosaurus aralensis, mientras que otros consideraron que la especie es válida.
Bell y Brink sugirieron que Kazaklambia es distinto morfológicamente de otros taxones euroasiáticos y de lambeosaurinos juveniles conocidos en una etapa ontogénica por tener un proceso prefrontal del hueso postorbital con un domo engrosado lateral al domo frontal, el arqueamiento del hueso nasal en frente de la órbita ocular, y una proporción longitud/anchura del frontal de menos de uno.
Bell y Brink en 2013 asignaron a Kazaklambia a Lambeosaurinae, en una posición basal. La información morfométrica y morfológica sugiere que Kazaklambia puede haber estado cercanamente relacionado con los lambeosaurinos primitivos de Asia Amurosaurus y Tsintaosaurus, lo cual podría indicar que Lambeosaurinae tuvo un origen asiático.